# Universidade Pierre e Marie Curie
A Universidade Pierre e Marie Curie (em francês:  Université Pierre et Marie Curie, UPMC, também Paris 6), também conhecida como Universidade de Paris VI, foi uma universidade pública de Paris, que desde 2018 integra a Sorbonne Université.
Fundada em 1968, com a divisão da antiga Universidade de Paris em diversas instituições menores, a UPMC conquistou em pouco tempo reconhecimento internacional.
Em janeiro de 2018, a antiga UPMC tornou-se a faculdade de ciências e a faculdade de medicina da Sorbonne Université. 

## Ex-alunos
- Zeresenay Alemseged (* 1969), paleoantropólogo etíope
- Abbas Bahri (1955-2016), matemático tunisiano
- Gérard Ben Arous (* 1957), matemático francês
- Christine Bernardi (* 1955), matemática francesa
- Alexis Bonnet, matemático francês e gestor financeiro
- François Bry (* 1956), informático teuto-francês
- Eudald Carbonell (* 1953), paleontólogo espanhol
- Jean-Michel Coron (* 1956), matemático francês
- Louzla Darabi (* 1974), artista argelino
- Jean-Pierre Demailly (* 1957), matemático francês
- Jean-Marc Deshouillers (* 1946), matemático francês
- Emmanuel Desurvire (* 1955), físico francês
- Sindika Dokolo (* 1972), coleccionador de arte e empresário congolês
- Gérard Férey (1941-2017), químico francês
- Françoise Gisou van der Goot (* 1964), microbiologista neerlandesa
- Emmanuel Grenier (* 1970), matemático francês
- Jean-Jacques Hublin (* 1953), antropólogo francês
- Mahamadou Issoufou (* 1952), Primeiro-Ministro e Presidente nigeriano
- Taraneh Javanbakht (* 1974), autor persa, químico e físico
- Jean-François Le Gall (* 1959), matemático francês
- Pierre-Louis Lions (* 1956), matemático francês
- Loïc Merel (* 1965), matemático francês
- Nicole Morello (* 1953), artista francês
- Stefan Müller (* 1962), matemático alemão
- Kai Nagel (* 1965), físico teórico alemão
- Philibert Nang (* 1967), matemático do Gabão
- Ngô Bảo Châu (* 1972), matemático vietnamita-francês
- Gilles Pisier (* 1950), matemático francês
- Éric Reyssat, matemático francês
- Vincent Rivasseau (* 1955), físico matemático francês
- Sadegh Scharafkandi (1938–1992), políticos curdo do Irão
- Alain-Sol Sznitman (* 1955), matemático francês
- Michel Talagrand (* 1952), matemático francês
- Wendelin Werner (* 1968), matemático teuto-francês
- Marc Yor (1949–2014), matemático francês

## Imagens
|  |  |  |  |  |  |